# Гай Егий Амбибул
Гай Егий Амбибул (на латински: Gaius Eggius Ambibulus) е политик и сенатор на Римската империя през 2 век.
Произлиза от хирпинския град Aeclanum в Самниум. По времето на император Траян е приет като patricios adlectus. Става фламин (flamen Claudialis), квестор, претор (praetor candidatus principis) и проконсул на Македония.
През 126 г. Амбибул e консул заедно с Марк Аний Вер.